# Badnam
Badnam er en indisk film fra 1990 af Shibu Mitra.

## Medvirkende
- Prosenjit Chatterjee som Shankar
- Neelam som Priya Dutta
- Shakti Kapoor som Keshto
- Subhendu Chatterjee som Manotosh Banerjee
- Shakuntala Barua
- Pallavi Chatterjee som Radha
- Soumitra Bannerjee som Sundar Banerjee
- Bankim Ghosh som Mathur Ghosh